# Acanthoderes amplifrons
Acanthoderes amplifrons är en skalbaggsart som beskrevs av Chemsak och Hovore 2002. Acanthoderes amplifrons ingår i släktet Acanthoderes och familjen långhorningar. Inga underarter finns listade i Catalogue of Life.